# 南丫風采發電站

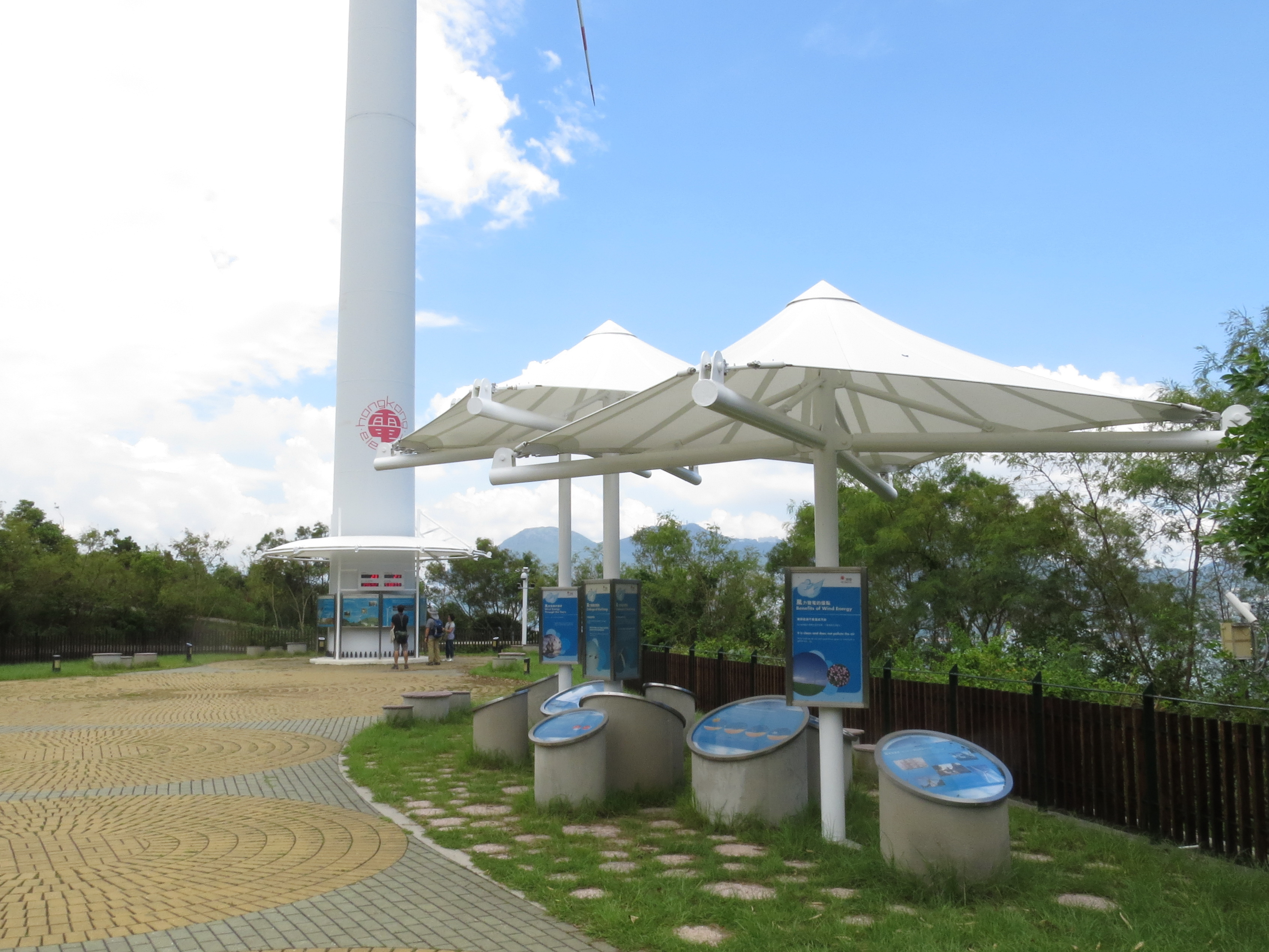
南丫風采發電站展覽中心

南丫風采發電站（英語：Lamma Winds）位於香港離島區南丫島大嶺，為香港首個使用風力的商用發電站，由香港電燈公司斥資1,500萬港元興建，於2006年2月23日正式啟用，預料可為250戶家庭提供一年電力。發電機額定容量為800千瓦，容量因素過去幾年平均13%，即是平均發電量104kW。該風力發電機自2001年籌備，2005年9月底試用後，港燈指從2005年9月至2006年2月期間，該風車曾錄得34.9萬度電，估計全年可生產近100萬度電。

## 設施
發電場採用丹麥諾德克斯（Nordex）出品的N50/800千瓦型發電風機 ，風車直徑20米，塔杆高度46米，總重80公噸，風機的額定功率為800千瓦。切入風速為3米/秒，停機風速25米/秒，最高可承受風速為65米/秒。在塔杆的底座外圍設有風采發電站展覽中心。

## 限制
風機要在風速達到每秒3米時，才可運轉發電，當風力達至14米（50.4km/hr），便達到風機最高額定輸出功率，即使風勢進一步增強，發電機的發電量也不會相應增加。風力也不是越大越好，若風力增至每秒25米便要停止運作，風速超過每秒65米便可能令整座風機受損。目前南丫島大嶺的風速平均每秒約5.5米，這樣低的平均風速並不適合建造風車，沒有商業價值。但這項目屬於實驗性質，目的是為將來建立大型海上風場作好準備。
雖然風場曾於一天錄得產電量達9,687度電，但在無風的日子，曾經僅發電22度，兩者相距達440倍。
根據港燈資料，今次引入的800千瓦風車，每千瓦的裝機成本約1.87萬元，傳統燒煤發電機每千瓦裝機成本約7000元之間。雖然風能裝機成本高，但可免卻燒煤及脫硫裝置，令每千瓦電力的生產成本減至每年0.78元。不過，香港環境運輸及工務局資料指，即使把風車插滿整個港島，仍只能供應本港8%電力，因此要在陸上建立龐大風車並不可行。

## 站外鏈結
- 南丫風采發電站 - 開創香港「綠色」環保電力先河 （页面存档备份，存于）
- 《發電風車啟用 供250戶1年電　發電量不穩 兩日差330倍》，2006年2月24日，《香港經濟日報》

22°13′31″N 114°07′15″E / 22.22541°N 114.12077°E